# Nomada gibbosa
Nomada gibbosa är en biart som beskrevs av Henry Lorenz Viereck 1905. Nomada gibbosa ingår i släktet gökbin, och familjen långtungebin. Inga underarter finns listade i Catalogue of Life.